# Rogmocrypta
Rogmocrypta is een geslacht van spinnen uit de familie springspinnen (Salticidae).

## Soorten
De volgende soorten zijn bij het geslacht ingedeeld:
- Rogmocrypta elegans (Simon, 1885)
- Rogmocrypta nigella Simon, 1900
- Rogmocrypta puta Simon, 1900